# The Mountain (Steve Earle e Del McCoury Band)
The Mountain è l'ottavo album in studio del cantautore statunitense Steve Earle, pubblicato nel 1999 e realizzato insieme al gruppo musicale Del McCoury Band.

## Tracce
Testi e musiche di Steve Earle.
1. Texas Eagle
2. Yours Forever Blue
3. Carrie Brown
4. I'm Still in Love With You (con Iris DeMent)
5. The Graveyard Shift
6. Harlan Man
7. The Mountain
8. Outlaw's Honeymoon
9. Connemara Breakdown
10. Leroy's Dustbowl Blues
11. Dixieland
12. Paddy on the Beat
13. Long, Lonesome Highway Blues
14. Pilgrim

## Formazione
- Steve Earle — chitarra, voce
- Del McCoury — chitarra, voce
- Ronnie McCoury — mandolino, voce
- Robbie McCoury — banjo
- Jason Carter — fiddle
- Mike Bub — basso